# Carex notha
Carex notha är en halvgräsart som beskrevs av Carl Sigismund Kunth. Carex notha ingår i släktet starrar, och familjen halvgräs. Inga underarter finns listade i Catalogue of Life.